# Урочище Орешник
Урочище орешник - памятник природы, занесён в соответствующий кадастр как ООПТ Ульяновской области.

## Географическое положение
Урочище расположено в 1,5 км на северо-восток от с. Енганаево Чердаклинского района.
СПК "Енганаевское".

## Описание
Памятник природы граничат с сельскохозяйственными угодьями, расположен на месте произрастания в прошлом широколиственного леса, от которого остались либо возобновились лишь отдельные деревья и кустарники. Растительное сообщество носит лесостепной характер и имеет достаточно богатый видовой состав. Флористическое разнообразие территории связано с обилием полян, плодородием почвы и с выраженным всхолмленным рельефом участка. На пониженных участках близко находятся грунтовые воды и появляются более влаголюбивые виды растений.
Данный лесостепной водораздельный участок отличается так же разнообразием и обилием нектароносных и пыльценосных цветковых растений, цветущих с весны до осени (клевер, черноголовка обыкновенная, колокольчики, смолка, душица и льнянка обыкновенные, буквица лекарственная, василек скабиозный, люцерна серповидная, зопник клубненосный и др.), а так же деревьев и кустарников, цветущих ранней весной. Среди таких деревьев – дуб, вяз, берёза, ива пепельная и в особенности лещина (орешник). Это создает благоприятные условия для существования здесь диких полезных насекомых опылителей и медоносной пчелы, которые выполняют важную роль в обеспечении урожая яблок, ягод, овощей, семян, люцерны посевной, подсолнечника, бахчевых культур и др. Среди опылителей садовых культур такие дикие пчелы как галиктус, андрены, антофоры и разные виды шмелей; опылителей овощных и бахчевых культур, подсолнечника – пчелы дазиподы, галикты.  Все эти пчелиные гнездятся в земле по всей территории лесостепного участка и местами образуют скопления-колонии, которые существуют здесь многие десятки лет и следовательно являются устойчивыми. В этих же колониях гнездятся и роющие осы, во взрослом состоянии они питаются нектаром и поэтому являются опылителями цветков, а для питания личинок заготовляют в своих норках вредных насекомых, т.е. являются энтомофагами. Так здесь гнездится оса церцелис, истребляющая долгоносиков, например, свекловичного, оса пемфередон, истребляющая тлю, оса аммофила, истребляющая гусениц озимой совки и некоторые другие.